# Vitstrimmig ängsskinnbagge
Vitstrimmig ängsskinnbagge (Orthocephalus vittipennis) är en art i insektsordningen halvvingar som tillhör familjen ängsskinnbaggar. 

## Kännetecken
Den vitstrimmiga ängsskinnbaggen har en kroppslängd på 4,2 till 7 millimeter. Hanen och honan skiljer sig något åt i kroppsbyggnad, genom att hanen är smalare och längre till sin kroppsform än honan, som är bredare och mer oval. Grundfärgen på kroppen är mörk, med ljusa strimmor på ovansidan. På hanen är strimmorna något rödaktiga.

## Utbredning
Den vitstrimmiga ängsskinnbaggens utbredningsområde är som för många andra halvvingar inte helt känt, men den finns i delar av både Europa, från Finland, Sverige och Norge och vidare åt sydöst, samt österut till Asien. I Sverige finns den på ett fåtal platser i Skåne, Blekinge, Småland och Halland. I Finland finns den framför allt i de södra delarna av landet (inklusive Åland), men den har även observerats längs västkusten.

## Status
I Sverige är den vitstrimmiga ängsskinnbaggen klassad som starkt hotad. De största hoten mot arten är exploatering och igenväxning av dess livsmiljöer. Populationerna är också väldigt isolerade från varandra, något som försvårar återhämtningen om en population drastiskt skulle minska, liksom återetableringen om någon population skulle slås ut. I Finland är däremot arten klassificerad som livskraftig ("LC").

## Ekologi
Den vitstrimmiga ängsskinnbaggens habitat är soliga, öppna, torra och magra gräsmarker, som ängar. Den kan också hittas i småbiotoper med liknande förhållanden, som vägrenar. Födan är växtsaft och dess värdväxt är olika arter av korgblommiga växter, bland annat i röllikesläktet (Achillea), malörtssläktet (Artemisia) och klintsläktet (Centaurea). I Sverige är den främsta värdväxten prästkrage. Som andra halvvingar har den vitstrimmiga ängsskinnbaggen ofullständig förvandling och genomgår utvecklingsstadierna ägg, nymf och imago.